# Frank Havens
Frank Benjamin Havens  (Arlington County (Virginia), 1 augustus 1924 - Harborton, 22 juli 2018) was een Amerikaans kanovaarder. 
Havens nam viermaal deel aan de Olympische Zomerspelen en won in 1948 de zilveren medaille achter František Čapek in de C-1 10.000 meter. Vier jaar later won Havens de gouden medaille in de C-1 10.000 meter.

## Belangrijkste resultaten

### Olympische Zomerspelen
| Editie | Plaats    | Resultaten               |
| ------ | --------- | ------------------------ |
| 1948   | Londen    | C-1 10.000m              |
| 1952   | Helsinki  | C-1 10.000m 4e C-1 1000m |
| 1956   | Melbourne | 8e C-1 10.000m           |
| 1960   | Rome      | herkansingen C-1 1000m   |

1948: František Čapek ·
1952: Frank Havens ·
1956: Leon Rotman